# Bischheim (Donnersberg)
Bischheim település Németországban, Rajna-vidék-Pfalz tartományban. Lakosainak száma 787 fő (2023. december 31.).

## Népesség
A település népességének változása:
| Lakosok száma | 571  | 723  | 800  | 797  | 803  | 785  | 787  |
|               | 1975 | 2014 | 2017 | 2019 | 2021 | 2022 | 2023 |